# Winston Reid
Winston Wiremu Reid (* 3. Juli 1988 in Auckland) ist ein dänisch-neuseeländischer ehemaliger Fußballspieler māorischer Abstammung. Der Abwehrspieler spielte zuletzt auf Leihbasis für den FC Brentford.

## Karriere

### Verein
Reid wuchs in Neuseeland als Sohn māorischer Eltern auf und zog im Alter von zehn Jahren mit seiner neuseeländischen Mutter zu seinem dänischen Stiefvater nach Dänemark. Nachdem er bereits in Neuseeland in North Shore bei Takapuna AFC Fußball gespielt hatte, war er in Dänemark im Jugendbereich für SUB Sönderborg aktiv, bevor er 15-jährig in die Jugendakademie des FC Midtjylland kam. 17-jährig gab er am 27. November 2005 gegen Sønderjysk Elitesport sein Erstligadebüt und etablierte sich in der Saison 2008/09 als Stammspieler. Neben seiner angestammten Position als Innenverteidiger wird er gelegentlich auch als Rechtsverteidiger aufgeboten. 2007 und 2008 wurde er mit Midtjylland dänischer Vizemeister.
Im August 2010 unterschrieb der Neuseeländer einen auf drei Jahre befristeten Vertrag bei West Ham United und verlängerte 2013 noch auf weitere zwei Jahre. Der Vertrag wurde wiederum, bis zum 30. Juni 2023 verlängert.
2020 wurde Reid zu Sporting Kansas City verliehen und 2021 an den FC Brentford. Nach seiner Rückkehr wurde Reids Vertrag in West Ham im September 2021 aufgelöst.

### Nationalmannschaft
Reid, der 2006 die dänische Staatsbürgerschaft erhielt, kam von 2007 bis 2010 zu 15 Einsätzen für dänische Juniorennationalteams der Altersklassen U-19, U-20 und U-21. Im März 2010 entschied er sich dafür, zukünftig für sein Geburtsland aufzulaufen, obwohl er eine Woche zuvor in einem Interview mit einem dänischen Fußballmagazin bekräftigte, auch weiterhin für Dänemark spielen zu wollen. Nationaltrainer Ricki Herbert nominierte Reid schließlich im Mai 2010 in das 23-köpfige neuseeländische Aufgebot für die Weltmeisterschaft 2010. Sein Länderspieldebüt gab Reid am 24. Mai im WM-Vorbereitungsspiel gegen Australien, als er nach 33 Minuten für den verletzten Leo Bertos eingewechselt wurde. Reid spielte im Laufe der Partie auf den für ihn ungewohnten Positionen im rechten Mittelfeld und als linker Außenverteidiger.
Bei der WM-Endrunde bildete er gemeinsam mit Kapitän Ryan Nelsen und Tommy Smith die Dreier-Abwehrreihe und sorgte im Auftaktspiel gegen die Slowakei mit seinem Treffer zum 1:1-Endstand in der Nachspielzeit für den ersten Punktgewinn Neuseelands bei einer WM-Endrunde. Nach weiteren Unentschieden gegen den Titelverteidiger Italien (1:1) und Paraguay (0:0) schied Neuseeland als Gruppendritter aus, war aber das einzige Team der Weltmeisterschaft, das ohne Niederlage blieb.